# اتحادیه ضدافترا
اتحادیه ضد افترا (به انگلیسی: Anti-Defamation League) یک سازمان غیردولتی بین‌المللی است که مرکز آن در شهر نیویورک، ایالات متحده آمریکا قرار دارد. اتحادیه ضد افتراء که خود را مهمترین سازمان حمایت از حقوق بشر در آمریکا قلمداد می‌کند، مهم‌ترین وظیفه خود را «مقابله با یهودستیزی و حمایت از حقوق مدنی شهروندان و هر نوع نژادپرستی و مقابله با هر نوع نفرت‌پراکنی» معرفی می‌کند
اتحادیه ضد افترا در سال ۱۹۱۳ میلادی توسط سازمان بنای بریس که یک سازمان یهودی است، تأسیس شد. هدف ابتدایی این سازمان متوقف کردن افترا به یهودیان، با تمسک به عقل و دلیل و قانون بود. هدف آن ایجاد عدالت و برابری برای تمامی شهروندان و جلوگیری از تبعیض علیه گروهی از آنان بود. اتحادیه ضد افترا دارای ۲۹ دفتر در ایالات متحده و سه دفتر در کشورهای دیگر است. مرکز این اتحادیه در شهر نیویورک است. از سال ۱۹۸۷ تا سال ۲۰۱۴ آبراهام فاکسمن مدیریت این سازمان را به عهده داشت و پس از آن جاناتان گرینبلات جانشین وی شد.

## اهداف
به طور تاریخی اتحادیه ضد افترا به مقابله با گروه‌ها و افرادی که یهودستیز می‌داند برخاسته‌است. این افراد و گروه‌ها شامل نازیها، کوکلاکس کلان، هنری فورد، پدر چارلز کافلین، گروه‌های هویت مسیحی، گروه‌های ژرمن-آمریکایی، نئونازیها و کله پوستیها می‌باشند. اتحادیه ضد افترا گزارشهایی را از کشورهای مختلف در مورد اتفاقات ضدیهودی تهیه می‌کند.
اتحادیه ضد افترا اعتقاد دارد که بعضی صورتهای ضدصهیونیسم و انتقاد از اسرائیل در واقع یهودستیزی است. اتحادیه ضد افترا معتقد است: «انتقاد از اسرائیل و اعمال آن یهودستیزی نیست. کشور مستقل اسرائیل مانند هر کشور دیگری می‌تواند مورد انتقاد قرار بگیرد؛ ولیکن این امر غیرقابل انکار است که بعضیها از انتقاد از اسرائیل یا صهیونیسم در واقع به عنوان نقاب یهودستیزی استفاده می‌کنند»
اتحادیه ضد افترا لیستی از ۱۰ سازمان مهم که در جهت تخریب روابط اسرائیل و آمریکا حرکت می‌کنند تهیه می‌کند. این گروه‌ها شامل گروه‌هایی مانند حرکت توقف ارسال پول برای آپارتاید اسرائیل است.
در اکتبر سال ۲۰۱۰ اتحادیه ضد افترا سخنان خاخام اویدیا یوسف را که در آن گفته بود «تنها وظیفه غیریهودیان (جنتیل) در دنیا خدمت کردن به مردم اسرائیل است» مورد انتقاد قرار داد.

## خط مشی

### جدایی کلیسا و حکومت
بعضی از اعمال اتحادیه ضد افترا در جهت جدایی دین از حکومت است. اتحادیه ضد افترا اعتقاد دارد که چون نظریه آفرینش و طراحی هوشمند نظرات مذهبی هستند نباید توسط حکومت در کلاسهای درس مطرح شوند. همچنین اتحادیه ضد افترا اعتقاد دارد که ده فرمان نباید در دادگاه‌ها، مدارس یا قسمتهای عمومی مورد نمایش قرار گیرد. اتحادیه ضد افترا مخالف تدریس انجیل در مدارس است.

### دنبال کردن افراطی‌ها
اتحادیه ضد افترا افراد یا گروه‌هایی را که افراطی می‌داند زیر نظر می‌گیرد. آبراهام فاکسمن گفته‌است که «ماموریت ما زیر نظر گرفتن آنهایی است که ضد یهود، نژادپرست، ضد دموکراسی و دارای تمایل به خشونت هستند می‌باشد و ما آنها را با خواندن نوشته هایشان و فعالیتهای عمومی زیر نظر می‌گیریم. به دلیل اینکه سازمانهای افراطی معمولاً مخفی هستند ما گاهی از نیروهای مخفی برای نفوذ به آنها استفاده می‌کنیم.»

### در سیاست
اتحادیه ضد افترا از کشور اسرائیل طرفداری می‌کند و قطعنامه‌هایی مانند قطعنامه ۱۹۷۵ سازمان ملل که در آن صهیونیسم و نژادپرستی معادل قلمداد شده بودند را محکوم می‌کند.
اتحادیه ضد افترا همچنین یکی از طرفداران ازدواج همجنس گرایان است و عدم اجازه ازدواج برای این افراد را تبعیض می‌خواند.

## انتقادها

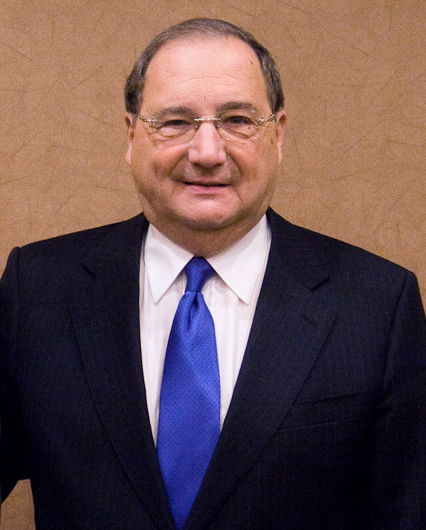
آبراهام فاکس من (AbrahamFoxman)

سازمان‌هایی نظیر شورای ارتباطات آمریکا و اسلام و ملت اسلام، اتحادیه ضد افترا را مورد انتقاد قرار داده‌اند.
همچنین افرادی مانند نوام چامسکی، که خود نیز یهودی است معتقدند که اتحادیه ضد افترا مأموریت اصلی خود را فراموش کرده و تنها به گروهی برای پیشبرد مقاصد اسرائیل در آمریکا تبدیل شده‌است. او معتقد است که اتحادیه ضد افترا تمامی انتقادها از اسرائیل را یهودستیزی قلمداد می‌کند.
به‌دنبال مخالفت اتحادیه ضد افترا در سال ۲۰۱۰ با ساخت یک مسجد در مکانی که پیشتر مرکز تجارت جهانی در آن قرار داشت و در حادثه ۱۱ سپتامبر از میان رفت، فرید زکریا جایزهٔ ۱۰۰۰۰ دلاری که قبلاً توسط آنان به او داده شده بود را به آن اتحادیه به نشان اعتراض پس فرستاد.